# 17836 Canup
17836 Canup este un asteroid din centura principală de asteroizi.

## Descriere
17836 Canup este un asteroid din centura principală de asteroizi. A fost descoperit pe 25 aprilie 1998 la Stația Anderson Mesa în cadrul programului LONEOS. El prezintă o orbită caracterizată de o semiaxă mare de 2,70 ua, o excentricitate de 0,13 și o înclinație de 13,2° în raport cu ecliptica.